# ADM質量
理论物理学中，以理查德·阿诺维特（Richard Arnowitt）、斯坦利·德塞尔（Stanley Deser）及查尔斯·米斯纳（Charles W. Misner）三人姓氏字首為名的ADM质量（ADM energy）或等价地称ADM能量是一个於广义相对论定义能量的特殊方法。此法只能应用到一些特别的时空几何，这些几何可以渐进式地接近一个在无限远处有良好定义的度规张量，举例来说：能渐进式地接近閔可夫斯基时空的一种时空几何。在这些例子中的ADM能量定义為此度规张量与其渐进接近的度规张量偏离程度之函数。换句话说，ADM能量是在无限远处重力场强度的计量。
这个量又称作「ADM哈密顿量」（ADM Hamiltonian），特别是存在有不同於上方定义但却仍可得到相同结果的公式。
若要求的渐进形式是时间无关（例如閔可夫斯基时空本身），则涉及到时间平移对称性。诺特定理於是引出ADM能量是守恆的。根据广义相对论，在更一般性、时间相依的背景下，总能量守恆定律无法成立——举例来说，在物理宇宙学中，其即被完全违反。其中特别是宇宙暴胀可以从「无」中產生出能量（以及质量），因為真空能量密度大约是个常数，但宇宙总体积是以指数成长的速率在增加（膨胀宇宙）。